# Norman Hallows
Norman Frederick Hallows (Doncaster, South Yorkshire, 29 de desembre de 1886 - Marlborough, Wiltshire, 16 d'octubre de 1968) va ser un atleta anglès que va competir a la primeria del segle xx. En el seu palmarès destaquen dues medalles als Jocs de Londres de 1908.
El 1908 va prendre part en els Jocs Olímpics de Londres, on guanyà la medalla de bronze en la cursa dels 1500 metres, en quedar tercer rere Mel Sheppard i Harold A. Wilson. També formà part de l'equip britànic que guanyà la medalla d'or en la cursa de les tres milles per equips. Fou el cinquè atleta britànic en arribar a meta, en la setena posició de la general. Els companys d'equip foren Archie Robertson, Harold A. Wilson, Joe Deakin i William Coales.
Hallows estudià al Felsted School i al Keble College d'Oxford, la Universitat de Leeds i finalment medicina al St Thomas' Hospital a Londres. Va prendre part a les Guerres Balcàniques de 1912–13 com a membre de la Creu Roja i posteriorment a la Primera Guerra Mundial, com a capità de la Royal Army Medical Corps a França. El 1919 va ser nomenat Oficial Mèdic al Marlborough College. Emprant el pseudònim "Duplex" va coescriure diversos llibres sobre enginyeria.